# Shane Meadows
Pour les articles homonymes, voir Meadows.
Shane Meadows est un réalisateur anglais né le 26 décembre 1972 à Uttoxeter, dans le Staffordshire (Royaume-Uni).

## Biographie
Il grandit dans le quartier de Westlands Road : son père est chauffeur de camion et sa mère travaille dans une boutique de Fish and Chips. Il travaille le week-end sur le marché de fruits et légumes.
Peu attiré par l'école, Shane abandonne sa scolarité avant l'entrée au lycée. Autodidacte, il est influencé par les films de Clint Eastwood et de Martin Scorsese. « Je pensais que le but ultime à atteindre pour tout homme dans sa vie, c'était cette virilité violente. Je rêvais d'être comme Jimmy Boyle, John Mc Vicar ou Kray. Tout comme les gamins d'aujourd'hui adorent Beckham, j'adorais Jimmy Boyle. Je voulais voir les hommes se battre, je cherchais à provoquer cette violence et c'est devenu très difficile pour moi de vivre avec ce sentiment. »
Installé à Nottingham depuis 1992, c'est là qu'il commence sa carrière de réalisateur, avec un premier long-métrage, Small Time, distribué en 1996, et surtout Where's The Money, Ronnie?, un court-métrage réalisé la même année qui lui fait acquérir un début de notoriété. L'année suivante il tourne son second long-métrage, Twenty Four Seven.
Les films de Shane Meadows, ancrés dans la réalité sociale de l'Angleterre et souvent tournés avec des acteurs non-professionnels, lui ont valu d'être comparé à ses aînés Ken Loach et Mike Leigh.

## Carrière
Meadows s'est inscrit à un cours d'arts de la scène au Burton College, où il a rencontré son ami et futur collaborateur, Paddy Considine. Entre autres choses, ils ont formé le groupe She Talks To Angels (inspiré par une chanson du même nom des Black Crowes), avec Meadows comme chanteur et Considine comme batteur. Le guitariste principal de She Talks To Angels était Nick Hemming, qui était également membre des Telescopes et qui fait maintenant figure de pionnier dans la Leisure Society.
La majorité des films de Meadows ont été tournés dans la région des Midlands. Ils rappellent le « réalisme de fond d'évier » caractérisant l'œuvre de cinéastes tels que Ken Loach et Mike Leigh. Une grande partie du contenu de ses films est semi-autobiographique et basé sur ses expériences à Uttoxeter. Twenty Four Seven a été inspiré par sa jeunesse, à la fois dans un club de boxe, et aussi dans un club de football local. Malgré des pertes énormes, l'entraîneur du club n'a jamais perdu confiance en eux. Une pièce pour Romeo Brass s'inspire également de sa jeunesse. Après que Paul Fraser – son meilleur ami, voisin et futur partenaire d'écriture – a eu un accident sévère, devant rester alité pendant deux ans, Meadows s'est mis à traîner avec certains des personnages les plus indésirables de la ville. Dead Man's Shoes est basé sur les aspects les moins reluisants de sa jeunesse à Uttoxeter, étant inspiré par l'histoire d'un ami proche qui, après avoir été victime d'intimidation, est tombé dans la drogue et s'est suicidé. Meadows a déclaré : « Je ne pouvais pas croire que, dix ans plus tard, il avait été totalement oublié dans la ville – c'était comme s'il n'avait jamais existé. J'étais empli de colère envers les types qui l'avaient intimidé et fait plonger dans la drogue, et de désespoir à l'idée de ce que les drogues avaient fait à cette petite communauté. »
Cinq films de Meadows ont été présentés au festival Flourish 2007, qui se tient chaque année à Uttoxeter, à l'occasion de la sortie de This is England (film sorti en 2006, dont l'action se déroule en 1983).
Son deuxième long métrage, Twenty Four Seven, a remporté plusieurs prix dans des festivals de cinéma, dont le prix Douglas Hickox aux British Independent Film Awards et celui du meilleur scénario au Festival de Thessalonique. Dead Man's Shoes, son sixième film, et le troisième avec Paddy Considine, a été nommé pour le prix BAFTA du meilleur film britannique.
Son septième film, This is England, a remporté le prix du meilleur film indépendant britannique aux British Independent Film Awards 2006. Meadows a reçu le prix de Sylvester Stallone, et a profité de l'occasion pour annoncer qu'il allait être père. This is England a également remporté le prix BAFTA du meilleur film britannique.
Ce film a depuis eu plusieurs suites sous la forme de trois mini-séries télévisées de trois à quatre épisodes chacune. La première, intitulée This is England ’86, comprend quatre épisodes se déroulant en 1986, diffusés en septembre 2010 sur Channel 4. La deuxième, intitulée This is England ’88, comprend trois épisodes se déroulant en 1988, diffusés en décembre 2011. La troisième et dernière série, This Is England ’90, comprend quatre épisodes se déroulant en 1990 ; la diffusion était prévue pour décembre 2012, mais en juillet 2012, Shane Meadows a annoncé que la production avait été mise en attente afin qu'il puisse compléter son documentaire sur le groupe The Stone Roses ; la série finale a finalement été diffusée en septembre 2015 et a été acclamée par la critique. Selon Phil Harrison du Guardian : « Shane Meadows a encore une fois suscité des performances remarquables de la part de ses acteurs et le résultat est émotionnellement éprouvant pour tous ceux qui s'étaient attaché à ces personnages. » Morgan Jeffery de Digital Spy a commenté : « Au bout du compte, cette série – cette saga – reste une réussite stupéfiante pour Meadows et son co-auteur Jack Thorne. »

## Filmographie

### Longs métrages
- 1996 : Small Time
- 1997 : 24 heures sur 24 (24/7, Twenty Four Seven)
- 1999 : A Room for Romeo Brass
- 2002 : Once Upon a Time in the Midlands
- 2004 : Dead Man's Shoes
- 2006 : This Is England
- 2008 : Somers Town
- 2009 : Le Donk & Scor-zay-zee (documentaire)
- 2013 : The Stone Roses: Made of Stone (documentaire)

### Courts métrages
- 1996 : Where's the Money, Ronnie ?
- 2004 : Northern Soul
- 2005 : The Stairwell

### Télévision
- 2010 : This is England '86 (4 épisodes)
- 2011 : This is England '88 (3 épisodes)
- 2015 : This is England '90 (4 épisodes)
- 2019 : The Virtues (4 épisodes)

## Prix
Festival international du film de Rome 2006 : Prix spécial du jury pour This Is England